# Скомороше
Скоморо́ше — село в Україні, Тернопільська область, Чортківський район, Білобожницька сільська громада. Було підпорядковане колишній Звиняцькій сільській раді. Поблизу Скоморошого є хутори Муравщина та Перейма.

## Назва
Є дві версії щодо назви села. Перша — вона походить від скоморохів — мандрівних акторів-музикантів, які в давнину поселилися на березі р. Серет; друга версія — поселення заснував пан Скоморось (Скомороський). Здавна тут люди займалися землеробством, хоча ґрунти здебільшого глинясті й не давали високих урожаїв.

## Географія

### Розташування
Розташоване в долині, на берегах р. Перейма (біля гирла), правої притоки Серету, басейн Дністра, за 29 км від районного центру та 17 км від найближчої залізничної станції Білобожниця.

### Клімат
Скомороше знаходяться в межах вологого континентального клімату із теплим літом. Але діяльність людини досить часто призводить до екоциду, поганих змін та глобального потепління. Рівень наповнення річок водою по області становить лише 20 % від необхідного стандарту, значна частина земної поверхні стає посушливою. Для покращення ситуації варто було б проводити ревайлдинг, відновлювати екосистеми та лісові насадження.

## Історія
За переказами старожилів, перші поселення збудовані на берегах річки з боку від с. Буданів; на пагорбі, біля церкви був цвинтар, де зберігся хрест. У 1989 р. під час ремонтних робіт на церковному подвір'ї викопано череп людини, більший, ніж у наших сучасників. Під час копання траншеї під фундамент церкви знаходили людські кістки великих розмірів.
Над крутосхилом р. Потік, між селами Скомороше та Звиняч у XVIII ст. був монастир.
На початку ХХ ст. на околицях Скоморошого знайдено сліди поселень доби неоліту.
Перша писемна згадка — 1508 рік. 1550 року шляхтичі Якуб Будзановський разом з дружиною Катажиною з однієї сторони та Миколай Ґольський з іншої мали судову суперечку стосовно розмежування маєтків Будзанова і Скоморошого.
На поч. XIX століття внаслідок пожежі згоріла половина села.
У 1850-х рр. побудовано приміщення для школи, в якій навчання проводили польською мовою; були уроки української мови.
1880 р. у селі проживали 411 осіб; велика земельна власність належала римо-католицькому проборству в уже згаданому Будзанові.
У 1931 р. в Скоморошому — 480 жителів.
15 червня 1934 р. село Скомороше передане з Теребовлянського повіту до Чортківського.
1 серпня 1934 року село увійшло до складу новоутвореної сільської гміни Косів Чортківського повіту.
Під час німецько-радянської війни загинули або пропали безвісти:
- Володимир Бабелюк (нар. 1907),
- Михайло Білобровка (нар. 1919),
- Степан Боднар (нар. 1914),
- Михайло Бойчук (нар. 1908),
- Василь Басаг (нар. 1911)
- Степан Басаг (нар. 1916),
- Володимир Голденюк (нар. 1919),
- Степан Гринчишин (нар. 1911),
- Степан Дерев'янко (нар. 1915),
- Василь Дикун (нар. 1923),
- Іван Дикун (нар. 1923),
- Михайло Дмитраш (нар. 1899),
- Степан Дмитраш (нар. 1919),
- Іван Дмитрик (нар. 1924),
- Іван Зубик (нар. 1912),
- Степан Зубик (нар. 1902).

В УПА воювали Іван Мельник, Василь Ранецький, Степанія Садова та інші жителі Скоморошого.
З 26 листопада 2020 року Скомороше належить до Білобожницької сільської громади.
12 червня 2020 року, відповідно до розпорядження Кабінету Міністрів України № 724-р «Про визначення адміністративних центрів та затвердження територій територіальних громад Тернопільської області» увійшло до складу Білобожницької сільської громади.
19 липня 2020 року, в результаті адміністративно-територіальної реформи та ліквідації Чортківського району (1940—2020), увійшло до складу новоутвореного Чортківського району.

## Релігія
- церква Воздвиження Чесного Хреста Господнього (УГКЦ; 1812)
- церква святого Великомученика Димитрія Солунського (ПЦУ[8]; 1992)

Каплиці
- з дерев'яною фігурою св. Яна (кін. XVII — поч. XVIII ст.);
- Пресвятої Богородиці.

## Пам'ятники

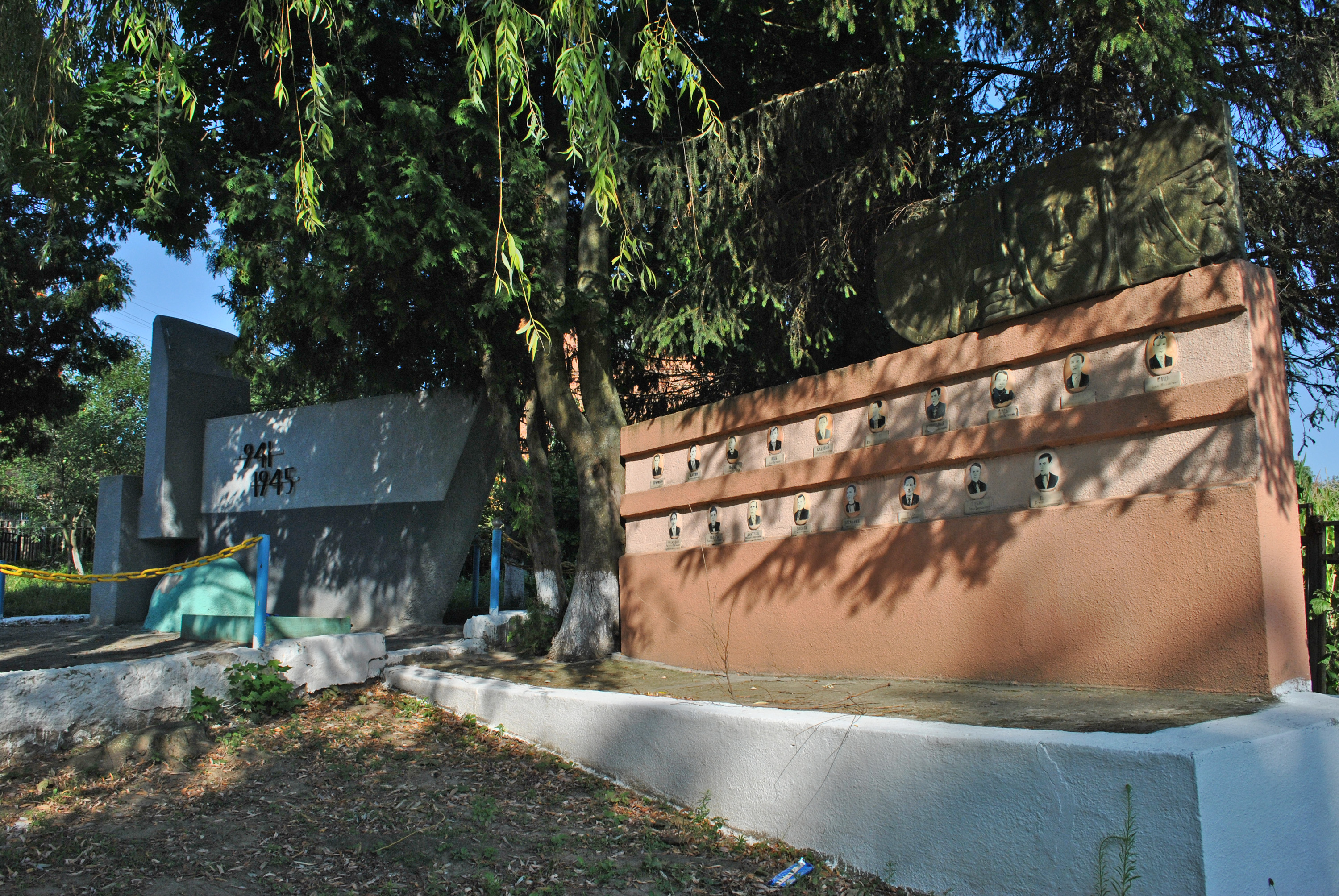
Пам'ятний знак воїнам-землякам, які загинули в роки Другої світової війни

У селі насипано символічні могили УСС (1991) та УПА (1992).
Споруджено пам'ятник воїнам-односельцям, полеглим у німецько-радянській війні (1985), встановлено
- пам'ятний хрест на честь скасування панщини (1852),
- вцілів дерев'яний хрест із розп'яттям, біля якого традиційно відзначають пам'ятні дати.

## Населення
| 411 |  |  |  | 480 | 318 | 230 | 212 |

## Соціальна сфера, господарство
За Польщі діяли філії товариств «Просвіта», «Сільський господар», «Рідна школа» та інших; кооператива.
У другій половині 1940-х рр. у хаті сім'ї Піців (розстріляних) організовано клуб. При ньому в 1949 р. відкрито бібліотеку, яка тоді мала 50 примірників літератури. В клубі діяли аматорські театральні та фольклорні гуртки. 1968 р. збудовано нове приміщення клубу.
Нині працюють школа (до ?) клуб, бібліотека, ФАП, торговий заклад, ПАП «Скомороше».

## Відомі люди

### Народилися
- Василь Градовий (нар. 1964) — господарник, громадський діяч.

## Галерея

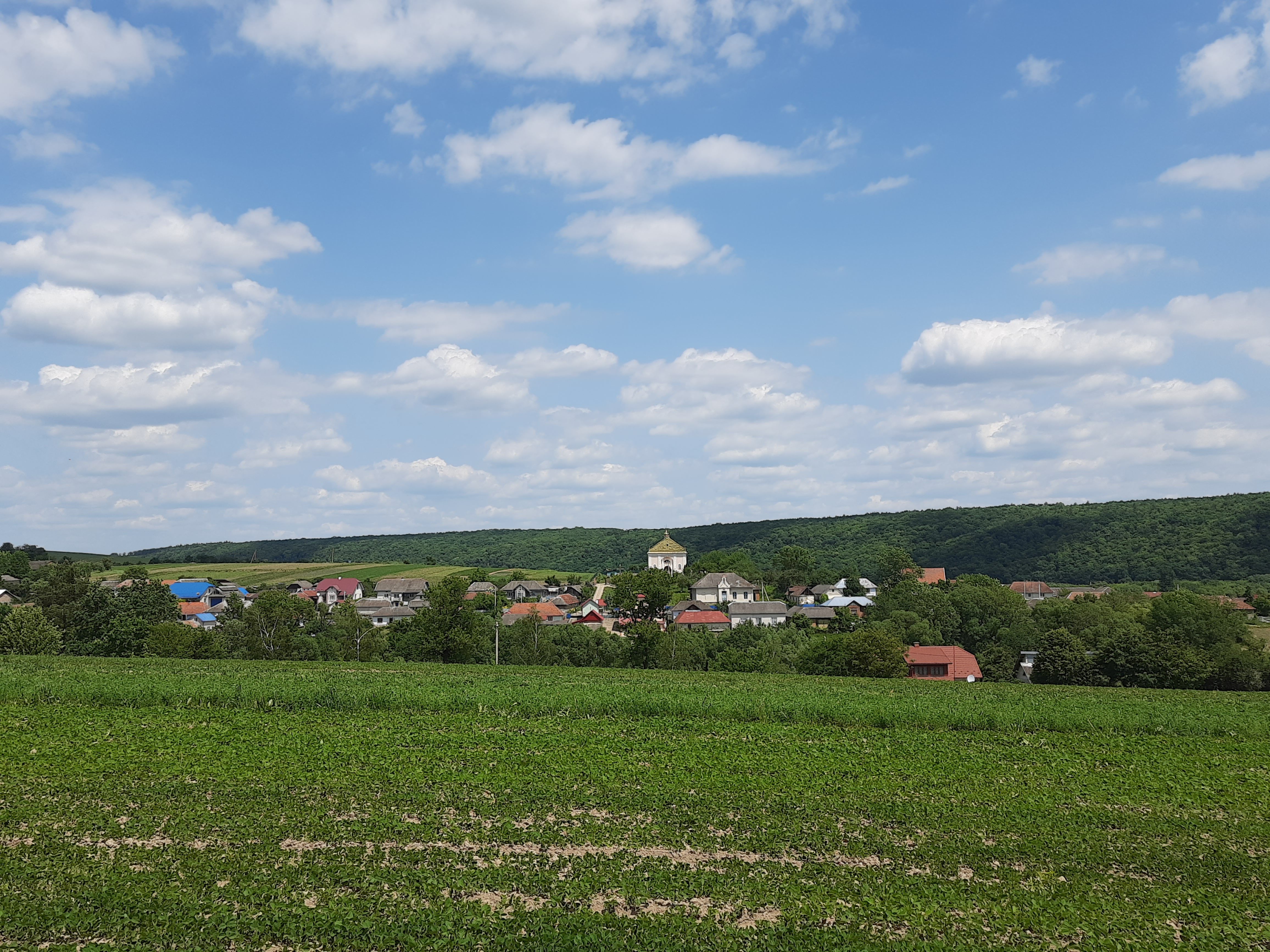
Вигляд на село з пагорба
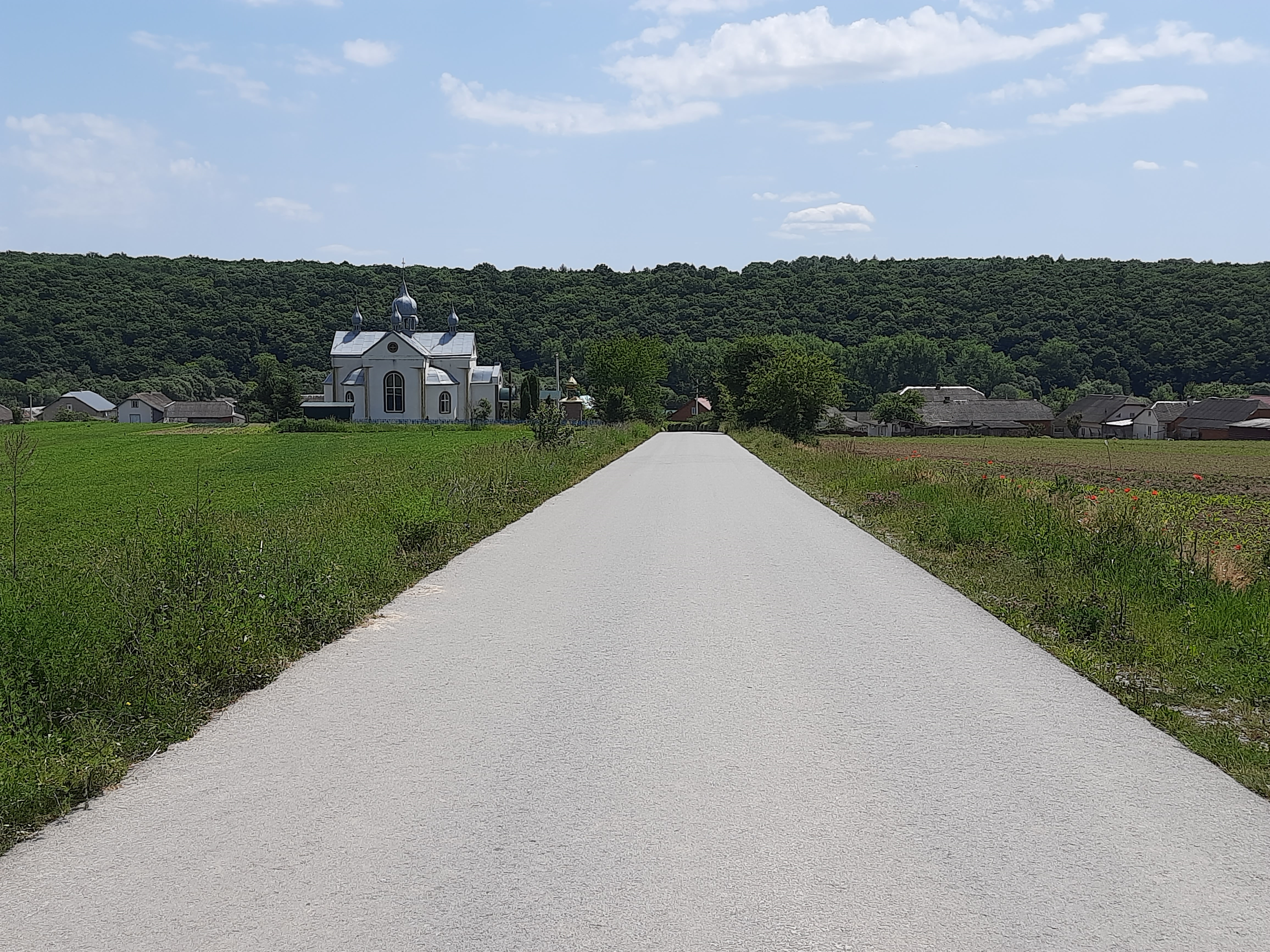
Дорога в село
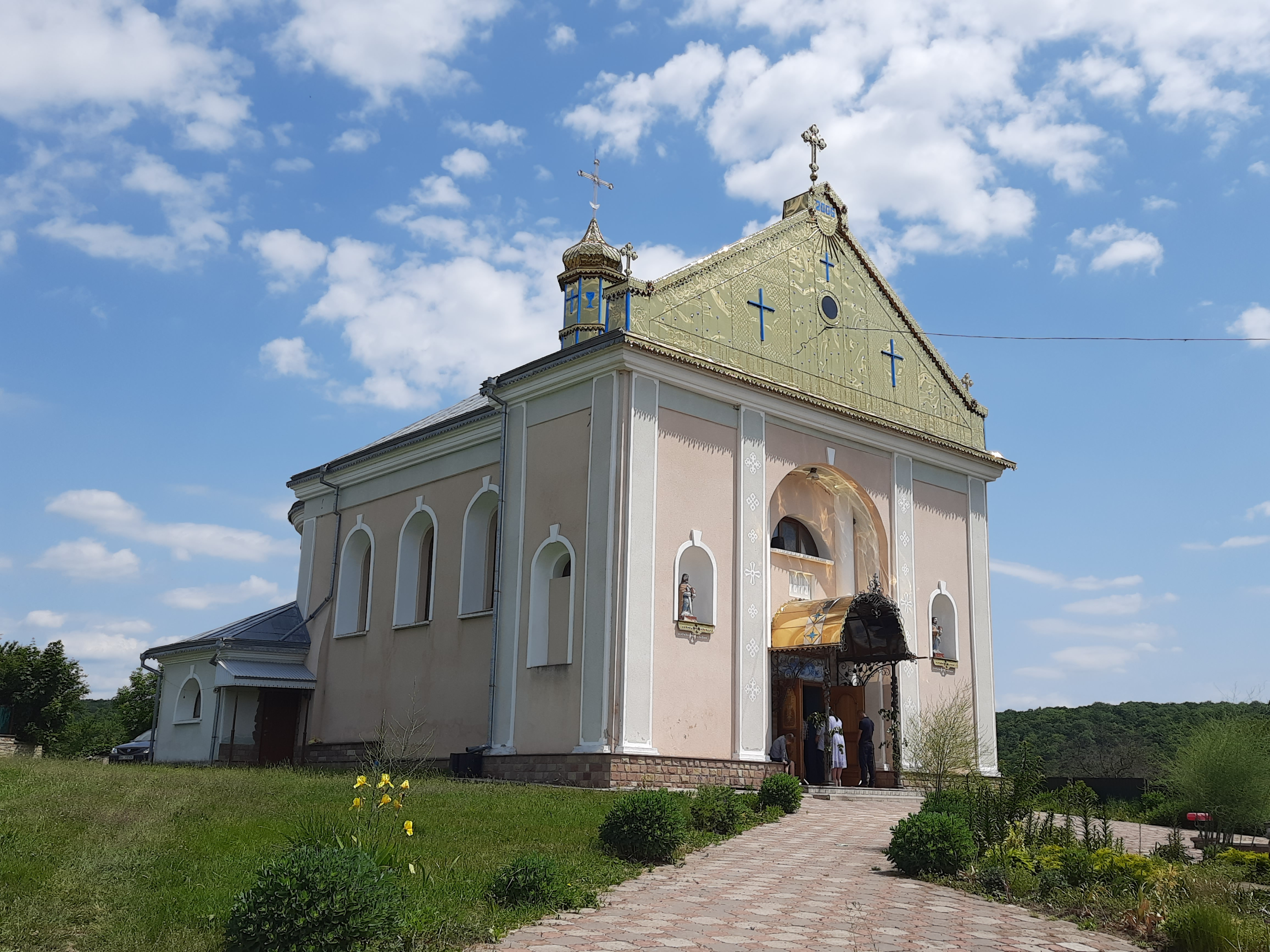
Церква Воздвиження Чесного Хреста Господнього (УГКЦ)
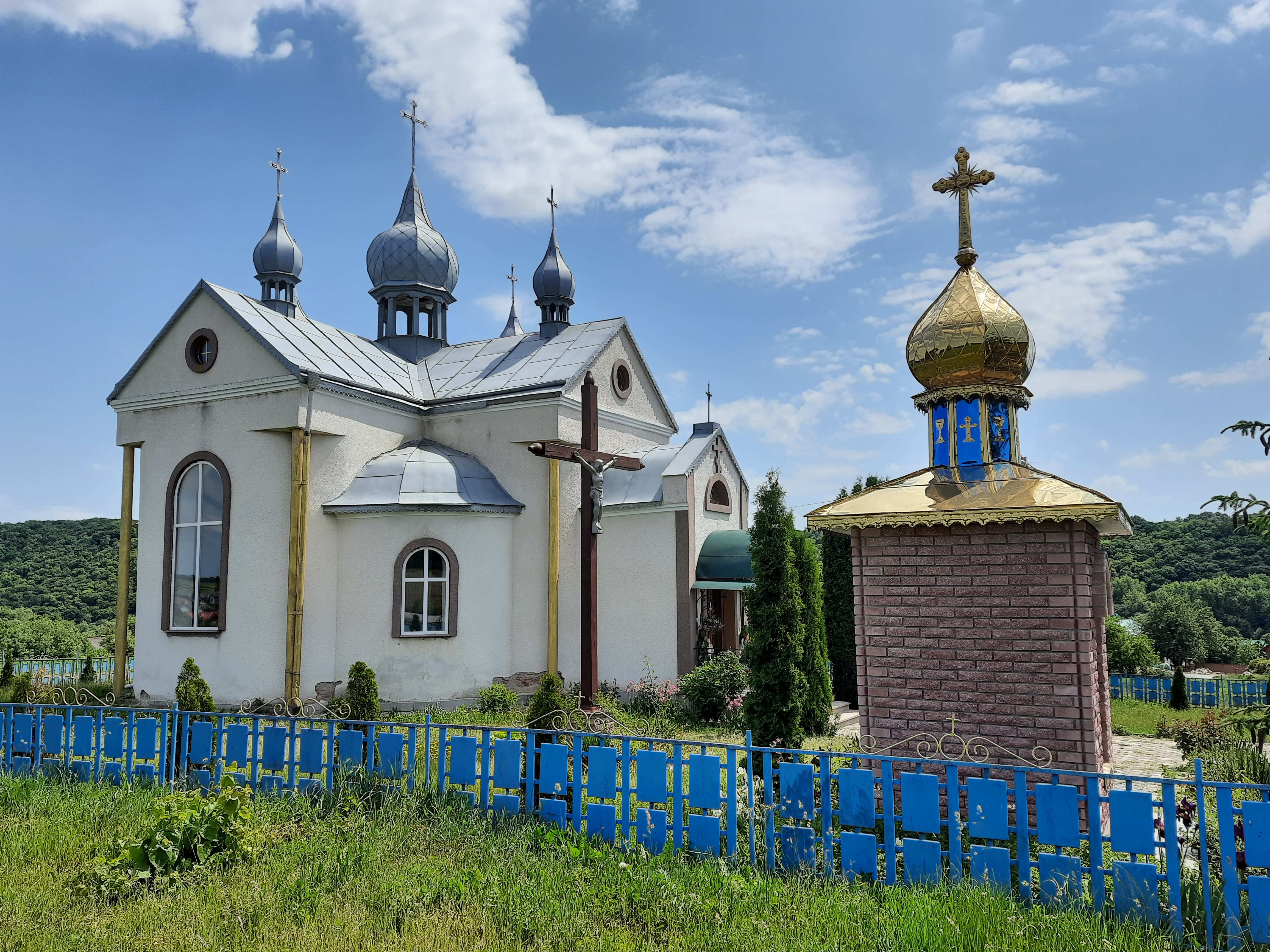
Церква Святого Великомученика Димитрія Солунського (ПЦУ)
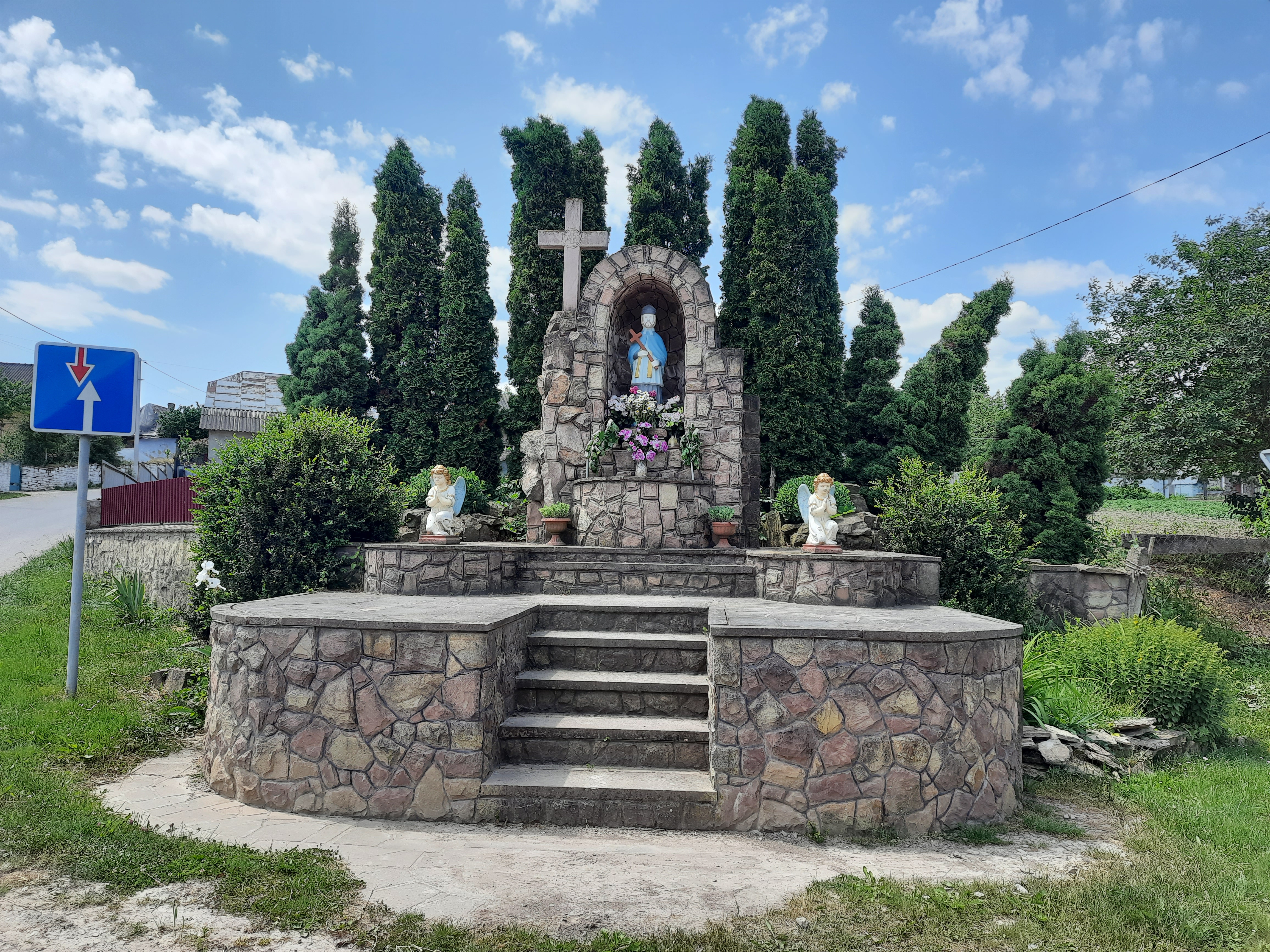
Каплиця з  "фігурою" святого Яна
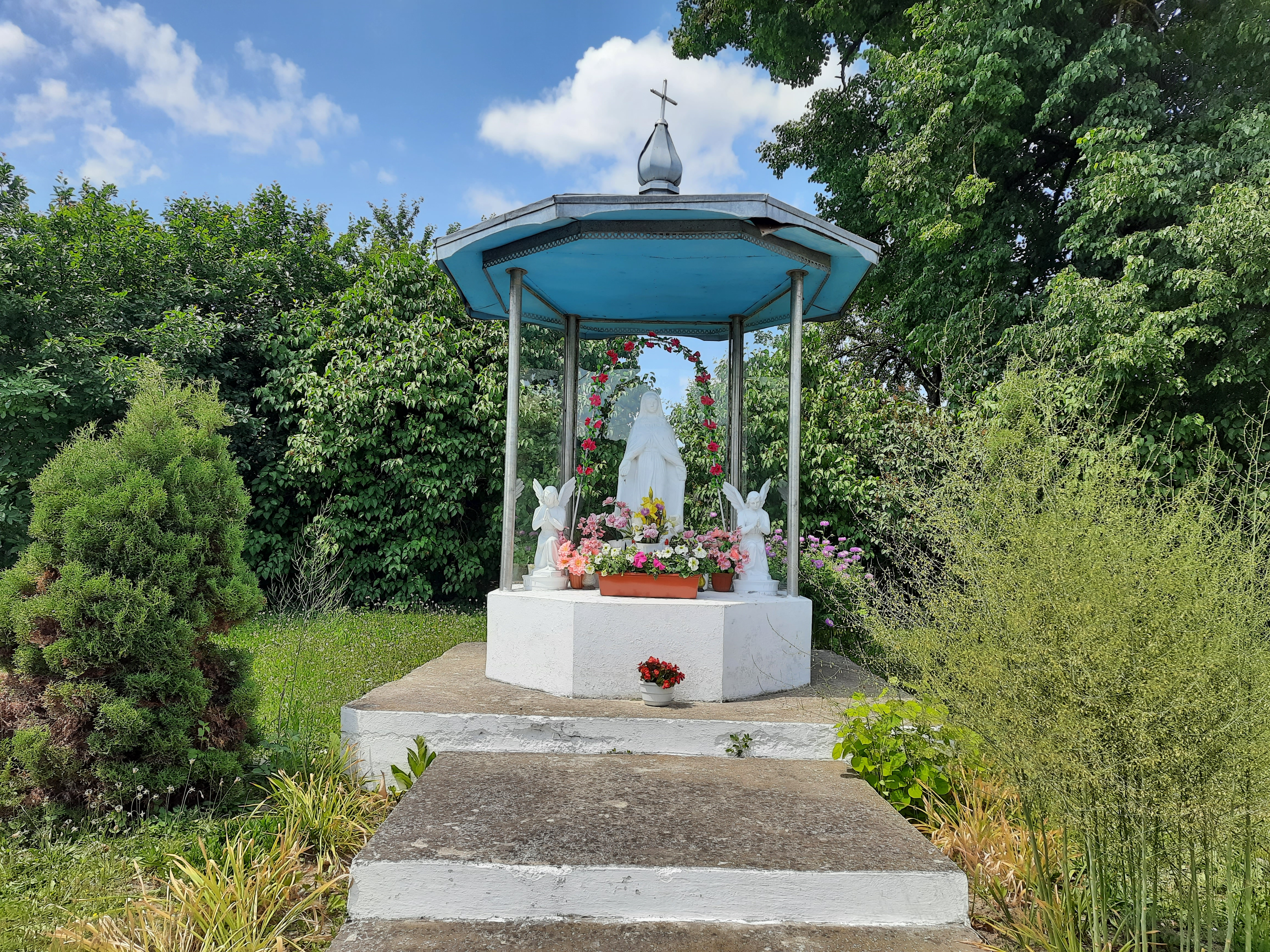
Капличка Пресвятої Богородиці
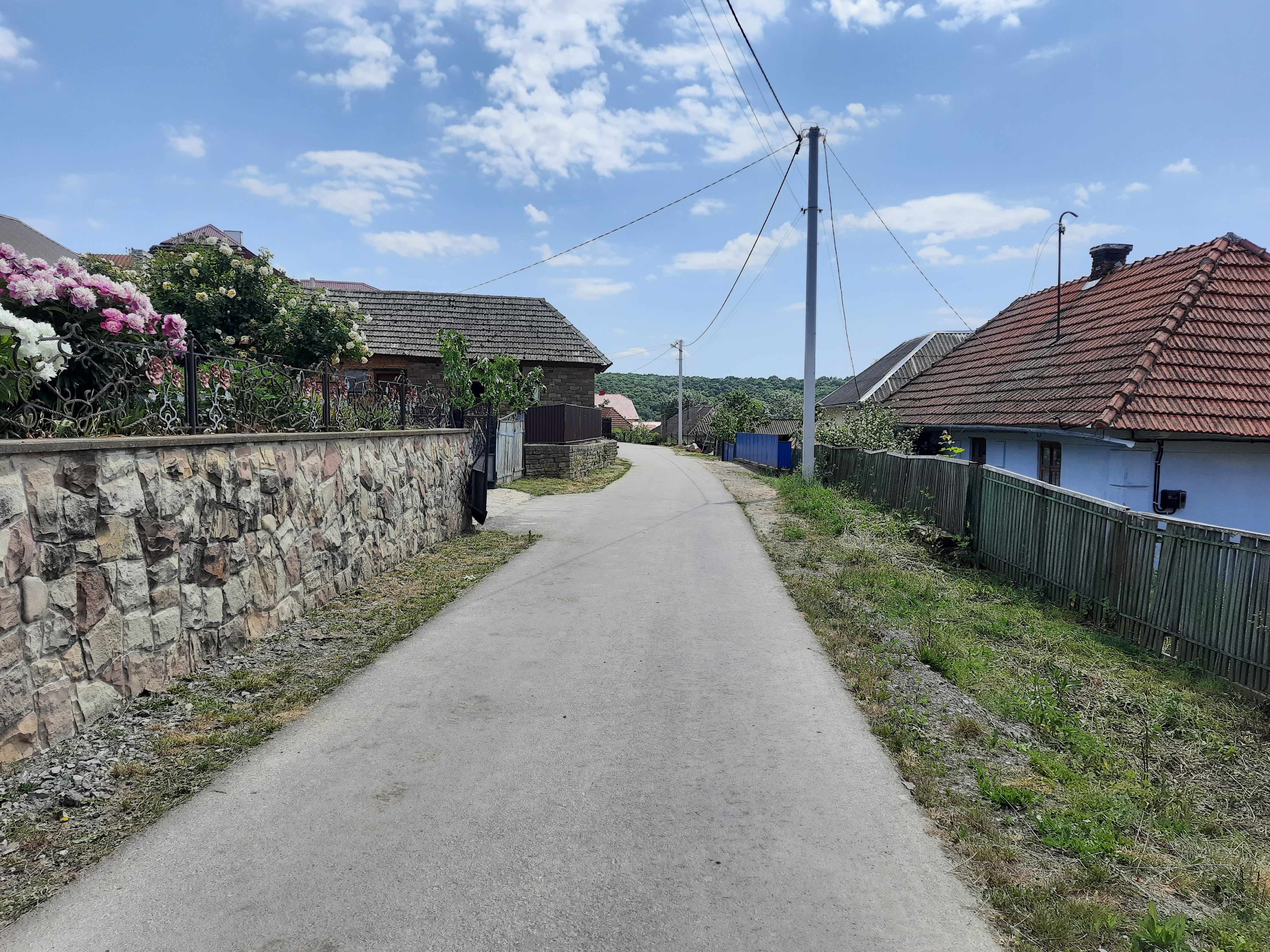
Сільська вулиця
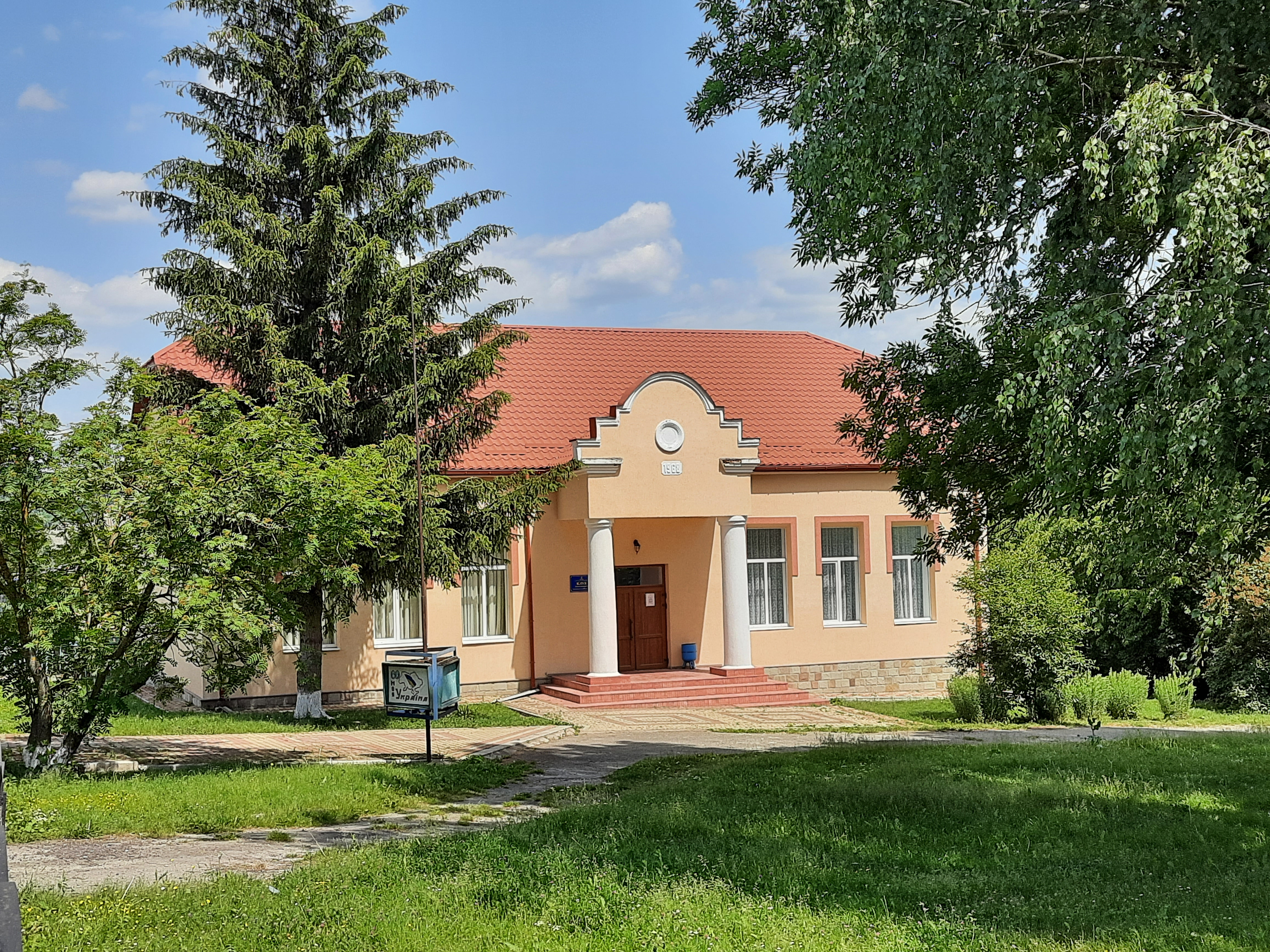
Клуб
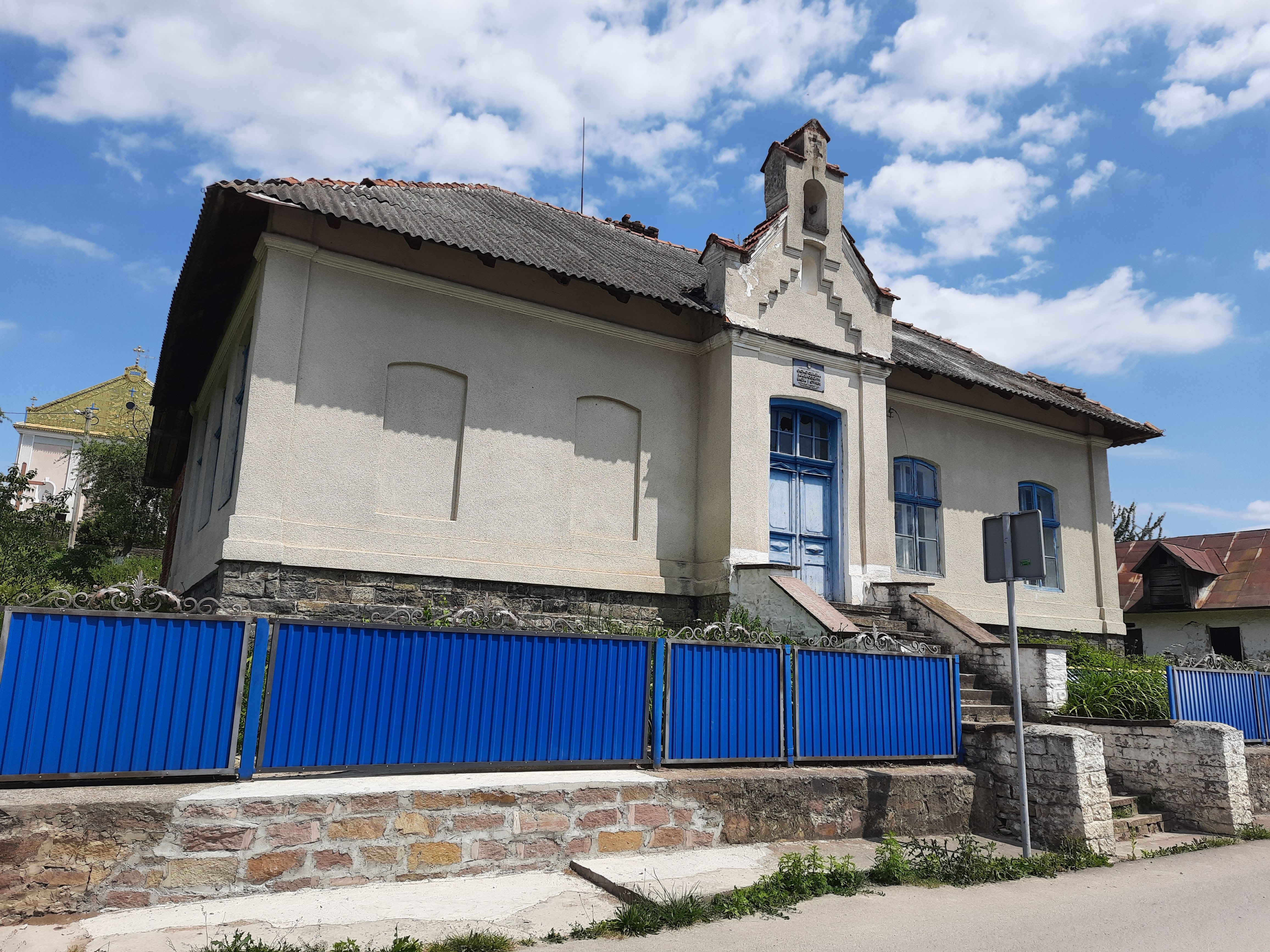
Школа початкових класів
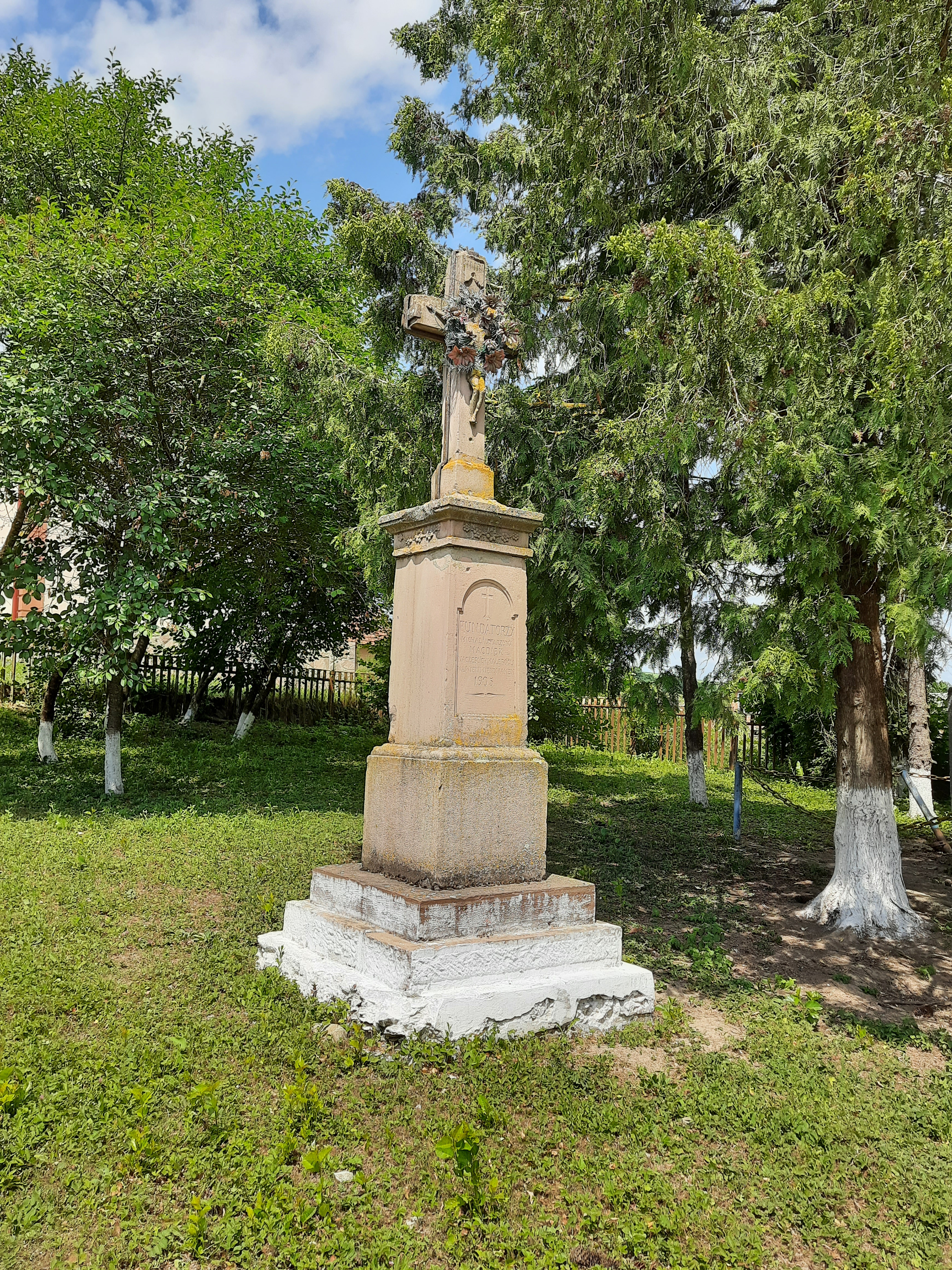
Пам'ятний хрест встановлений у 1905р
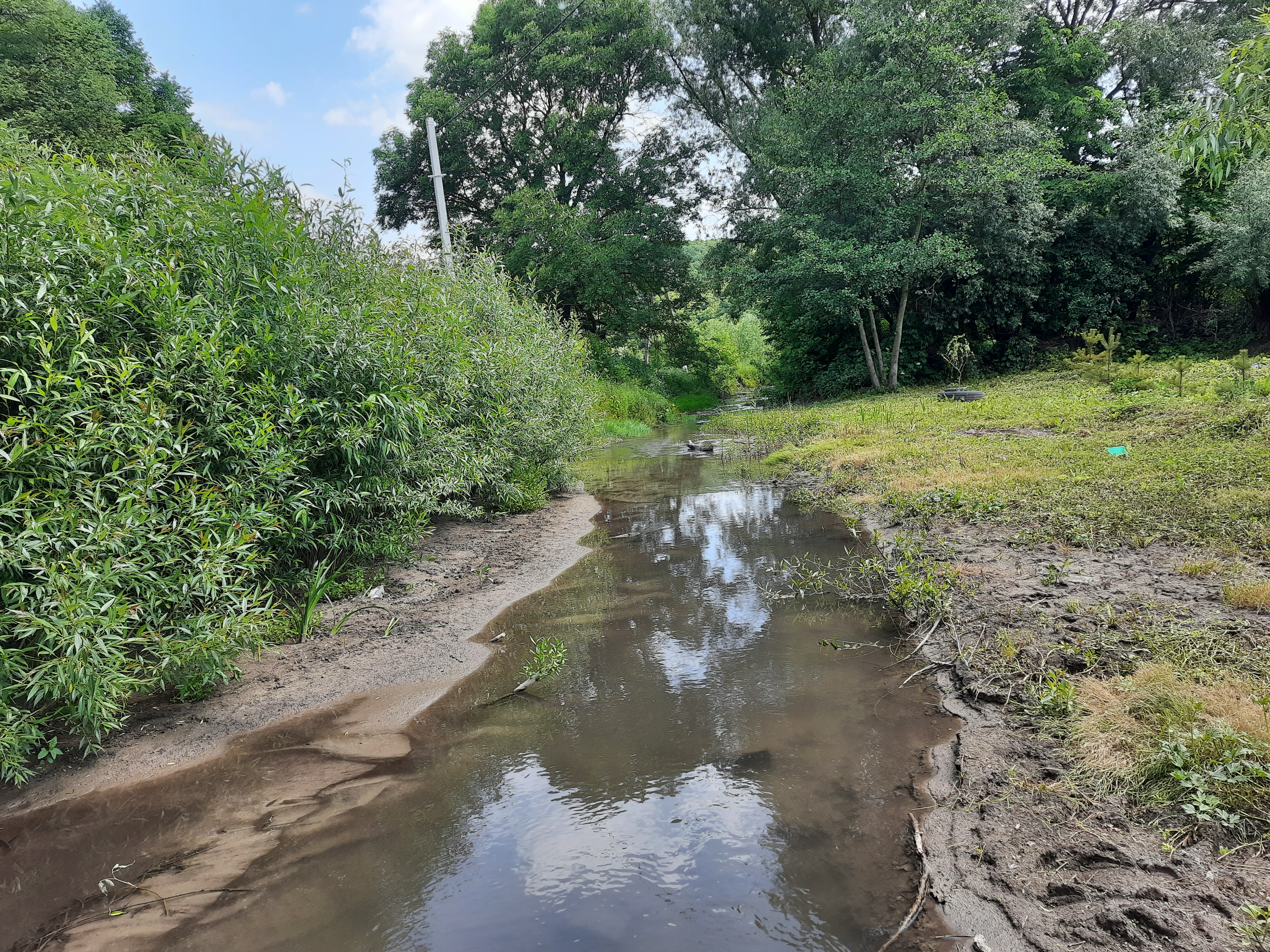
Річка Перейма біля села